# داربي كونلي
داربي كونلي (بالإنجليزية: Darby Conley)‏ هو فنان قصص مصورة أمريكي، ولد في 15 يونيو 1970 في كونكورد في الولايات المتحدة.

## وصلات خارجية
- الموقع الرسمي